# Takhatgarh
Takhatgarh è una suddivisione dell'India, classificata come municipality, di 15.809 abitanti, situata nel distretto di Pali, nello stato federato del Rajasthan. In base al numero di abitanti la città rientra nella classe IV (da 10.000 a 19.999 persone).

## Geografia fisica
La città è situata a 25° 19' 60 N e 73° 0' 0 E e ha un'altitudine di 220 m s.l.m..

## Società

### Evoluzione demografica
Al censimento del 2001 la popolazione di Takhatgarh assommava a 15.809 persone, delle quali 8.071 maschi e 7.738 femmine. I bambini di età inferiore o uguale ai sei anni assommavano a 2.817, dei quali 1.478 maschi e 1.339 femmine. Infine, coloro che erano in grado di saper almeno leggere e scrivere erano 8.036, dei quali 5.246 maschi e 2.790 femmine.